# Enoplognatha intrepida
Enoplognatha intrepida es una especie de araña araneomorfa del género Enoplognatha, familia Theridiidae. Fue descrita científicamente por Sorensen en 1898.
Habita en los Estados Unidos, Canadá, Alaska y Groenlandia.